# Élection présidentielle brésilienne de 1930
 (décembre 2009).
L'élection présidentielle de 1930 eut lieu au Brésil un samedi de carnaval, le 1er mars 1930. Elle opposait le candidat conservateur, désigné par le président sortant Washington Luís et soutenu par 17 États du Brésil, Júlio Prestes, au candidat libéral, soutenu par l'Alliance libérale composée des trois États restants, le Rio Grande do Sul, le Minas Gerais et la Paraíba, Getúlio Vargas.

## Campagne électorale
L'Alliance Libérale entra dans le débat électoral sachant par avance que la victoire serait très difficile, n'ayant l'appui que de trois États. Une chanson de l'époque montrait la certitude de la victoire pour ceux qui soutenaient Júlio Prestes :

« Paraibain avec gaúcho et avec mineiro,
Dit le petit Júlio,
C'est de la soupe, de la soupe, de la soupe ! »

— Eduardo Souto
La campagne électorale, cependant, fut relativement calme, selon les critères de violence de la Vieille République.
L'épisode le plus grave de la campagne électorale fut "l'attentat de Montes Claros" quand, peu de temps avant l'élection du 1er mars, le 6 février, une manifestation d'adeptes de Júlio Prestes (appelés prestistes) fut arrêtée à coups de revolver et de carabine par des alliancistes de la ville. Les tirs provenaient de la résidence du dirigeant allianciste João Alves et eurent lieu alors que les prestistes passaient devant sa résidence.
Le ministre de la justice Viana do Castelo reporta cinq morts et quatorze blessés. Certains des blessés moururent
quelques jours plus tard. Parmi les blessés, le vice-président de la république, Fernando de Melo Viana, qui reçut trois balles à la gorge. Son secrétaire particulier mourut sur place.
Pourtant, le président Antônio Carlos, dans son message gouvernemental de 1930 au congrès d'État du Minas Gerais, dans lequel il classait l'attentat de Montes Claros comme ayant été un "abattage", donna une autre version de ce qui s'était passé, affirmant que les prestistes et les carlistes s'étaient rencontrés face à face dans une rue de Montes Claros où commencèrent alors les tirs.
Il y eut également deux cas graves de violence entre alliancistes et partisans de Júlio Prestes :
Le premier eut lieu le 26 décembre 1929 à la chambre des députés. Après une course dans les escaliers du palais Tiradentes, le député fédéral prestiste Manuel Francisco de Sousa Filho, de Pernambouc, fut assassiné à coups de révolver dans la chambre des députés par le député allianciste Ildefonso Simões Lopes du Rio Grande Do Sul. Dans la version des alliancistes, le député Simões Lopes aurait agi en légitime défense.
Le second eut lieu le 20 février à Chapecó, à la frontière entre Santa Catarina, prestiste, et le Rio Grande do Sul, où il y eut des échanges de tirs entre la police des deux États. Le jour suivant, il y eut des tirs sur des maisons de prestistes à Riacho dos Machados.
Le 23 février 1930, lors d'une manifestation du Parti Démocratique à Vila Guilherme dans l'État de São Paulo, un délégué de la police est mort d'un tir de revolver.
L'élection pour la présidence de la république eut lieu le 1er mars 1930, un samedi de carnaval et fut remportée par Júlio Prestes (appelé par la presse Candidat national) avec 1 091 709 voix contre 742 797 pour Getúlio (le Candidat Libéral).
Getúlio avait obtenu 100 % des votes du Rio Grande do Sul et un total de 610 000 votes des trois États alliancistes. Le vote en faveur de Getúlio dans les dix-sept États prestistes était inexpressif. Dans l'ancien district fédéral, Rio de Janeiro, il y eut égalité. Le Rio Grande do Sul finit par être l'unique état allianciste qui arriva uni aux élections du 1er mars. Júlio Prestes était élu pour gouverner de 1930 à 1934.
Le dépouillement et le comptage des voix du vote a été un moment long et tendu, s'étendant jusqu'à mai :
Le 19 mars l'unité de l'Alliance Libérale est brisée car, dans une surprenante déclaration dans les journaux, le dirigeant gaúcho Borges de Medeiros reconnait la victoire de Júlio Prestes, disant qu'il y avait une des fraudes des deux côtés :

« De la fraude il y en a eu du nord au sud, y compris ici même ! »

— Borges de Medeiros
Le terme "ici même" se réfère au Rio Grande do Sul. Les dirigeants libéraux se pressèrent de rejeter Borges de Medeiros.
Le cas le plus grave, durant le dépouillement des votes, s'est déroulé à Belo Horizonte :
Le 2 avril, au centre de la ville, des partisans de Antônio Carlos furent dispersés par des tirs prestistes et il y eut plusieurs blessés. L'épisode est resté connu comme l'attentat de la rue Espírito Santo. Les tirs venaient de la résidence du dirigeant prestiste Carvalho Brito qui avait été une des victimes de l'attentat de Montes Claros. Cependant dans sa version présentée au gouvernement fédéral, Carvalho de Brito garantissait que c'était sa maison qui avait été visée par les carlistes, ce qui a été démenti par Antônio Carlos dans son message au gouvernement de 1930.
Durant plusieurs semaines le climat resta tendu à Belo Horizonte, dans l'attente d'une contre-attaque carliste. Des troupes fédérales stationnées à Ouro Preto se déplacèrent à Belo Horizonte pour garantir l'ordre public.
Le 22 mai 1930, le congrès national proclamait élus à la présidence et à la vice-présidence de la république Júlio Prestes et Vital Soares.
À la suite de la proclamation des résultats définitifs, le président élu Júlio Prestes voyagea aux États-Unis où il fut reçu en tant que président élu par le président des États-Unis, Herbert Hoover. À Washington il déclara que le Brésil ne serait jamais une dictature et il devint le premier Brésilien à se trouver en couverture du Time. Júlio Prestes ne retourna à São Paulo que le 6 août où il fut reçu par un grand nombre de partisans dans l'actuelle gare de la Luz.
Il y eut des accusations de fraude électorale des deux parties, comme il y en eut dans toutes les élections brésiliennes depuis l'empire du Brésil. L'Alliance Libérale refusa d'accepter le résultat des urnes.
Elle dénonça le fait que les députés et sénateurs, élus le 1er mars 1930, n'avaient pas obtenu la reconnaissance de leurs mandats à la commission de vérifications des pouvoirs du Congrès National.
Les partisans de Washington Luís et Júlio Prestes se défendirent en disant qu'il n'y avait eu qu'un seul cas : à Paraíba, où il y avait eu des duplications d'actes électoraux, ce qui arrivait fréquemment dans la Vieille République. Au Minas Gerais il n'y eut pas d'acte rendant officielle l'élection des candidats. Les prestistes ont également douté du grand nombre d'électeurs des listes du Rio Grande do Sul. Il a été soupçonné que des citadins uruguayens aient été placés sur les listes pour voter au Rio Grande do Sul.

### Le Paraíba en crise - La République de Princesa
L'Alliance Libérale accusait également Washington Luís d'être derrière une révolution, menée par un colonel du Sertão, José Pereira Lima, désavoué par João Pessoa. Lé révolution est de caractère étatique, a lieu dans la ville de São José de Princesa au Paraíba et commence le 15 mars. Elle visait à renverser le président du Paraíba João Pessoa.
Le gouvernement fédéral refusa l'intervention fédérale au Paraíba. L'épisode resta connu sous le nom de République de Princesa, qui ne fut dominée par le gouvernement de Paraíba que fin juin 1930. Le combat pendant cette révolution fut mené par José Américo de Almeida. La République de Princesa a été la dernière révolution de niveau étatique de la Vieille République.